# Mabel Saeluzika
Mabel Saeluzika (sinh ngày 1 tháng 5 năm 1956) là một vận động viên chạy nước rút người Malawi. Bà thi đấu ở nội dung 200 mét nữ tại Thế vận hội Mùa hè năm 1972.
1. ↑  Evans, Hilary; Gjerde, Arild; Heijmans, Jeroen; Mallon, Bill [bằng tiếng Anh]. "Mabel Saeluzika Olympic Results". Thế vận hội tại Sports-Reference.com. Sports Reference LLC. Bản gốc lưu trữ ngày 18 tháng 4 năm 2020. Truy cập ngày 15 tháng 7 năm 2017.